# Lathyarcha tetrica
Lathyarcha tetrica är en spindelart som beskrevs av Simon 1908. Lathyarcha tetrica ingår i släktet Lathyarcha och familjen Desidae.
Artens utbredningsområde är Western Australia. Inga underarter finns listade i Catalogue of Life.